# Єрестове
Єре́стове — пасажирський залізничний зупинний пункт Полтавської дирекції Південної залізниці.
Розташований на території Горішньоплавнівської міської ради, Полтавської області на лінії Потоки — Редути між станціями Потоки (5 км) та Редути (9 км).
На даній ділянці приміське сполучення до ст. Золотнишине, Потоки, Кременчук та Полтава-Південна відновлюється з 22.09.2018 р.